# Bitwa pod Nową Wsią Zbąską
Bitwa o Nową Wieś Zbąską – bitwa powstańców wielkopolskich z siłami pruskimi, do której doszło 17 lutego 1919 pod Nową Wsią Zbąską.
Bitwa była ostatnim krwawym epizodem walk powstańczych na zachodnim froncie powstania wielkopolskiego. Przyczyną starcia był przyczółek na zachodnim brzegu Obry (pomiędzy jeziorem Błędno a jeziorem Nowowiejskim), opanowany i utrzymywany przez powstańców (II batalion poznański pod dowództwem podporucznika Korneliusza Manna). Miał on znaczenie strategiczne – powstrzymywał możliwość szybkiego marszu Niemców w kierunku Wolsztyna. 17 lutego 1919 wojska niemieckie (siedmiokrotnie liczniejsze od polskich) uderzyły na ten przyczółek z trzech stron: od Zbąszynia, Babimostu i Grójca Wielkiego. Mimo zaciekłego oporu powstańców i odparcia kilku pierwszych ataków, ostatecznie Niemcy zdobyli wieś. Nadchodzące posiłki polskie pozwoliły jednak skonstruować skuteczny kontratak i wyprzeć Niemców za Obrę, nie odzyskując jednak samej wsi. W bitwie poległo 20 Polaków, w tym podporucznik Mann. Bitwa zakończyła walki na froncie zachodnim, a boje w tym rejonie i skuteczne blokowanie Niemców przyczyniły się w dużej mierze do ich klęski na innych frontach powstania. Powstrzymywanie ruchów niemieckich w kierunku Wolsztyna i dalej na Wielkopolskę okupione zostało jednak dużymi stratami ludzkimi. Powstańcy wykazali się na tej arenie walk wyjątkowym męstwem i ofiarnością.